# Jimmy Gomez
Jimmy Gomez (Fullerton, 25 novembre 1974) è un politico statunitense, membro della Camera dei Rappresentanti per lo stato della California.

## Biografia
Gomez, figlio di immigrati messicani, frequentò l'Università di Harvard e successivamente entrò in politica con il Partito Democratico.
Nel 2012 fu eletto all'interno dell'Assemblea generale della California e fu riconfermato per un altro mandato due anni dopo; nel 2016, quando il deputato Xavier Becerra lasciò il Congresso dopo essere stato nominato Procuratore Generale della California, Gomez si candidò per il suo seggio alla Camera e riuscì ad essere eletto deputato per il trentaquattresimo distretto congressuale della California.
Dopo essersi insediato, Gomez aderì al Congressional Progressive Caucus.